# Удобное (Курская область)
Удо́бное — село в Горшеченском районе Курской области России. Административный центр Удобенского сельсовета.

## География
Село находится в восточной части Курской области, в лесостепной зоне, в пределах юго-западной части Среднерусской возвышенности, на левом берегу реки Олым, на расстоянии примерно 4 км (по прямой) к северо-северо-востоку (NNE) от посёлка городского типа Горшечное, административного центра района. Абсолютная высота — 185 м над уровнем моря.
Часовой пояс
Село Удобное, как и вся Курская область, находится в часовой зоне МСК (московское время). Смещение применяемого времени относительно UTC составляет +3:00.

## Население
| 1859 | 2002 | 2010 |
| ---- | ---- | ---- |
| 360  | ↘276 | ↘244 |

Гендерный состав
По данным Всероссийской переписи населения 2010 года, в гендерной структуре населения мужчины составляли 43,4 %, женщины — соответственно 56,6 %.
Национальный состав
Согласно результатам переписи 2002 года, в национальной структуре населения русские составляли 99 % из 276 человек.

## Улицы
| - ул. Береговая, - ул. Колхозная, | - ул. Новая, - ул. Центральная. |

## Известные уроженцы
- Степашов, Иван Сергеевич (1918—1943) — советский военнослужащий, старший лейтенант, Герой Советского Союза.